# Dendrobium ruckeri
Dendrobium ruckeri är en orkidéart som beskrevs av John Lindley. Dendrobium ruckeri ingår i släktet Dendrobium, och familjen orkidéer. Inga underarter finns listade i Catalogue of Life.